# Biguaçu (ort)
Biguaçu är en ort i Brasilien.   Den ligger i kommunen Biguaçu och delstaten Santa Catarina, i den södra delen av landet, 1 300 km söder om huvudstaden Brasília. Biguaçu ligger 6 meter över havet och antalet invånare är 51 992.
Terrängen runt Biguaçu är kuperad åt sydväst, men åt nordost är den platt. Havet är nära Biguaçu österut. Runt Biguaçu är det mycket tätbefolkat, med 3 022 invånare per kvadratkilometer.. Närmaste större samhälle är Florianópolis, 15,5 km sydost om Biguaçu.
I omgivningarna runt Biguaçu växer i huvudsak städsegrön lövskog.